# Thonmi Sambhota
Thonmi Sambhota o Thume Sambota:   (tibetano: ཐོན་མི་སམ་བྷོ་ཊ།, wylie: thon mi sam bho ṭa) (618-) fue ministro de Songtsen Gampo, el 33º rey del Tíbet. Creó la escritura tibetana a partir del alfabeto devanagari de la India.
Biografía
Al darse cuenta de que la falta de escritura dificultaba la comunicación con los vecinos del Tíbet, la administración del país y el estudio de la religión, el rey Songtsen Gampo decidió remediarlo  enviando a 17 estudiantes tibetanos a la India para estudiar el lenguaje, la escritura, la gramática y la religión budistas. Teunmi (o Toumi), hijo del Ministro Teunmi Anourakata, persiguió con éxito este objetivo. A la edad de 15 años, dejó el Tíbet en 633 y regresó seis o siete años después, habiendo estudiado sánscrito con eruditos. Uno de los cuatro idiomas predominantes de la India, el sánscrito traducido en tibetano: ལེགས་སྦྱར་སྐད།, wylie: legs sbyar skad:  El legado sbyar skad «El excelente lenguaje de las Deidades era el lenguaje de los pandits usado en el campo religioso. Thonmi Sambhota trajo libros de gramática y budismo a Lhasa, donde estudió durante 4 años con Songtsen Gampo y creó la escritura tibetana. Alrededor del año 646, inventó el alfabeto tibetano y escribió 8 tratados gramaticales de los cuales 2 han llegado hasta nosotros, el primero y el sexto, definiendo la ortografía y la gramática, la base del tibetano, que todavía se estudia hoy en día. 
El primer tratado, Sumchupa, contiene 30 estrofas que describen las letras y partículas del sufijo de las 7 situaciones gramaticales. El sexto, Takjukpa, describe el género de las letras según su lugar en las palabras, definiendo las letras base, prefijos y sufijos, sus funciones, convenciones y pronunciaciones. Fue sobre la base de los manuscritos en brahmi y gupta que Thonmi Sambhota diseñó el alfabeto y la gramática tibetana. Por primera vez en la historia del Tíbet, varios textos budistas importantes en sánscrito fueron traducidos al tibetano por Thonmi Sambhota.
Fue en el templo de Meru Nyingba, fundado por Songtsen Gampo en el siglo VII, donde Thonmi Sambhota completó el desarrollo del alfabeto tibetano.